# Imagineering
Imagineering era un'azienda statunitense di sviluppo di videogiochi fondata nel 1986. Era il distaccamento della Absolute Entertainment che si occupava dello sviluppo. Fra i videogiochi più celebri prodotti per la Absolute si possono citare A Boy and His Blob: Trouble on Blobolonia, Battle Tank, Super Battletank e The Rescue of Princess Blobette. La Imagineering inoltre sviluppava anche videogiochi per altre aziende, come la Acclaim Entertainment, la Hi Tech Expressions e la T*HQ.

## Storia
L'azienda fu fondata nel 1986 da Garry Kitchen e altri suoi colleghi provenienti dall'Activision. Poco dopo fondarono l'editrice correlata Absolute Entertainment, con l'intento di usarla quando si volevano pubblicare in proprio i giochi sviluppati dalla Imagineering. Alla fine del 1988 un altro celebre ex collega della Activision, David Crane, entrò alla Absolute come vice presidente e sviluppatore.
In ognuno dei titoli che la Imagineering ha prodotto per altri editori, appariva sempre il seguente messaggio nella schermata di apertura del gioco e sul manuale: "Sviluppato dalla Imagineering Inc., Glen Rock N.J.", in riferimento alla propria sede a Glen Rock, in New Jersey.
La Imagineering ha continuato a produrre videogiochi fino alla chiusura avvenuta nel 1995. Gli ultimi titoli sviluppati sono stati Home Improvement e Penn & Teller's Smoke and Mirrors.

## Videogiochi
- Commando (1988, Atari 2600)
- Crossbow (1988, Commodore 64)
- Double Dragon (1988, Atari 2600, Atari 7800)
- Ikari Warriors (1989, Atari 2600, Atari 7800)
- Stealth ATF (1989, NES)
- Destination Earthstar (1990, NES)
- Ghostbusters II (1990, NES)
- Snowboard Challenge (1990, NES)
- Attack of the Killer Tomatoes (1991, NES)
- The Simpsons: Bart vs. the Space Mutants (1991, NES)
- The Simpsons: Bart vs. the World (1991, NES)
- Bart Simpson's Escape from Camp Deadly (1991, Game Boy)
- Family Feud (1991, NES)
- Flight of the Intruder (1991, NES)
- Jeopardy! Featuring Alex Trebek (1991, NES)
- The Adventures of Rocky and Bullwinkle and Friends (1992, Game Boy, Sega Genesis, SNES)
- Bartman Meets Radioactive Man (1992, NES)
- Swamp Thing (1992, NES, Game Boy)
- Family Dog (1993, SNES)